# 薩伊省
薩伊省（葡萄牙語：Zaire）位於安哥拉西北端，與本哥省、威熱省等省份及剛果民主共和國相鄰。